# Walkin’ the Razor’s Edge
Walkin’ the Razor’s Edge (рус. «Идя по краю лезвия») — четвёртый студийный альбом канадской рок-группы Helix. Выпущен в июле 1984 года на лейбле Capitol Records.

## Об альбоме
Альбом содержит один из самых известных хитов группы — композицию «Rock You», написанную американским музыкантом Бобом Халлиганом, до того работавшим с британской группой Judas Priest в 1982 году. На эту же песню, в окрестностях Торонто был снят видеоклип.
Кроме того, данный альбом стал первой работой группы, получившей платиновый статус у себя на родине, будучи реализованной в количестве более 100 000 копий в Канаде и порядка 400 000 копий в США. 1 октября альбом стал золотым, а  ровно через месяц — платиновым.

## Сертификация
- CRIA (Канада) — платиновый. Статус присвоен 1 ноября 1984 года[4].

## Список композиций
| №                   | Название                                                            | Автор(ы)                  | Длительность |
| ------------------- | ------------------------------------------------------------------- | ------------------------- | ------------ |
| 1.                  | «Rock You»                                                          | Боб Халлиган              | 2:51         |
| 2.                  | «Young & Wreckless»                                                 | Helix                     | 3:22         |
| 3.                  | «Animal House»                                                      | Helix                     | 2:57         |
| 4.                  | «Feel the Fire»                                                     | Helix                     | 3:13         |
| 5.                  | «When the Hammer Falls»                                             | Helix                     | 3:02         |
| 6.                  | «Gimme Gimme Good Lovin’» (кавер-версия Crazy Elephant)             | Джоуи Левин, Ричи Корделл | 3:25         |
| 7.                  | «My Kind of Rock»                                                   | Helix                     | 2:54         |
| 8.                  | «(Make Me Do) Anything You Want» (кавер-версия A Foot in Coldwater) | Пол Науманн, Дэнни Тейлор | 4:07         |
| 9.                  | «Six Strings, Nine Lives»                                           | Helix                     | 3:14         |
| 10.                 | «You Keep Me Rockin’»                                               | Helix                     | 3:38         |
| Общая длительность: | Общая длительность:                                                 | Общая длительность:       | 33:01        |

## Участники записи
- Брайан Воллмер[англ.] — вокал;
- Брент Дорнер — гитара, бэк-вокал;
- Пол Хекмен[англ.] — гитара, бэк-вокал;
- Дерил Грей — бас-гитара, бэк-вокал;
- Грег Хайнц — ударные.

## Кавер-версии песен
- Канадская панк-рок-группа Sum 41 в 2002 году записала кавер-версию песни Rock You для фильма «Фубар». Она имеет другую длительность (3:13).

## Переиздания
Всего, существует 3 переиздания данного альбома — японское в 1995, канадское в 2003 и британское в 2009-м году. На последнем также есть 3 бонус-трека, с живого выступления в Лондоне в 1985 году.